# اوتکانسو
اوتکانسو (به لاتین: Utkansu) یک منطقهٔ مسکونی در تاجیکستان است که در ولایت سغد واقع شده‌است.